# 1190-ті
Високе Середньовіччя •  Золота доба ісламу •  Реконкіста  •  Київська Русь

## Події

### Київська Русь
На початку десятиліття в Києві сидів великий князь Святослав Всеволодович, однак більшу частину власне Русі контролювали смоленські Ростиславичі, яких очолював Рюрик Ростиславич. Після смерті Святослава 1194 року Рюрик став великим князем. Значення Києва як столиці Руських земель продовжувало зменшуватися. 
Після смерті галицького князя Володимира Ярославича Галич 1199 року захопив володимирський князь Роман Мстиславич. Утворилося Галицько-Волинське князівство. Роман Мстилавич підтримував у міжусобній боротьбі в Польці краківського князя Лешка Білого.
1198 року Ігор Святославич змінив Ярослава Всеволодовича на чернігівському престолі. Всеволод Велике Гніздо княжив у Володимирі-на-Клязмі. Володимиро-Суздальське князівство дедалі більше відокремлювалося від Русі, Рязань отримала свого єпископа, незалежного від Чернігова.

### Візантія та Східна Європа
1195 року Олексій III Ангел змістив з трону Візантійської імперії Ісаака II Ангела. 
1196 року королем Угорщини став Імріх I. 
У Болгарії від руки вбивці загинув цар Іван Асень I, а потім його брат, що правив як Петро IV. 1197 року царем Болгарії став Калоян.
1196 року великим жупаном Рашки (Сербії) став Стефан II Неманич.
Пржемисл I Оттокар очолив Богемію з 1197 року.

### Близький Схід
Десятиліття почалося з Третього хрестового походу, в якому взяли участь англійський король Річард Левове Серце та французький король Філіп II Август.  На шляху до Палестини Річард Левове Серце захопив Кіпр, де незабаром утворилося Кіпрське королівство. Хрестоносці взяли Яффу й здобули кілька перемог над сарацинами, але не змогли відбити Єрусалим. Як наслідок було укладено мир, і хрестоносці повернулися додому. На шляху до Англії Річард Левове Серце потрапив у полон до австрійського герцога Леопольда V, який передав його імператору Генріху VI, той відпустив англійського короля за викуп.
Після смерті Салах ад-Діна 1193 року його володіння розділили між собою на чотири частини представники династії Аюбідів. Брат Салах ад-Діна аль-Адель почав нове об'єднання, захопивши спочатку Дамаск, а потім Єгипет.
Почалася підготовка до нового Четвертого хрестового походу. 1198 року до нього закликав папа Іннокентій III.

### Західна Європа
1191 року Генріха VI короновано імператором Священної Римської імперії. До 1194 року імператор боровся за Сицилійське королівство, де йому чинили опір нормандські барони на чолі з Танкредом із Лечче. 1194 року Генріх IV захопив Палермо, але 1197 року він помер, і в імперії розпочався тривалий період боротьби за владу між претендентами на трон короля Німеччини Філіпом Швабським з Гогенштауфенів та Оттоном IV з Вельфів. Малолітнього сина Генріха VI Фрідріха II було проголошено королем Сицилії, однак його опікунам довелося боротися за права свого протеже.
Англійський король Річард Левове Серце, звільнившись з полону в Австрії, куди він потрапив після Третього хрестового походу, повернувся в Англію й придушив спроби брата Іоанна Безземельного захопити владу в країні. Потім король відбив у Нормандії землі, захоплені французьким королем Філіпом II Августом, але 1199 року загинув при облозі невеликої фортеці від арбалетного пострілу. Новим англійським королем став Іоанн Безземельний. Він продовжив війну на континенті з французьким монархом, але 1200 року уклав з Філіпом II Августом мир, визнавши сюзеренітет французького короля над володіннями Плантагенетів у Франції.
На Піренейському півострові продовжувалася боротьба між християнськими королівствами та Альмохадами. 1195 року Альмохади завдали останньої великої поразки християнам в битві під Аларкосом, відкинуши їх із Нової Кастилії аж до Толедо.
1196 року королем Швеції після смерті Кнута I Еріксона став Сверкер II.
Почалося захоплення Прибалтики німцями та данцями.

### Азія
Гуриди продовжили окупацію Північної Індії, долаючи супротив раджпутів. Мусульманських завойовників очолював Мухаммад Горі. Серед його полководців вирізнявся раб Кутб ад-Дін Айбек. Гуриди захопили Делі й Біхар, вчинили напад на Гуджарат, зруйнували буддійський монастир Наланду.
Хорезм 1194 року захопив у сельджуків Хорасан і став наймогутнішою державою Середньої Азії. У Китаї 1194 року змінила русло річк Хуанхе.  У Японії 1992 року утворився сьоґунат Камакура на чолі з Мінамото но Йорітомо. У Монголії в боротьбі кочових племен: монголів, чжурчженів, кереїтів, найманів, почав набирати силу Темуджин.

### Америка
Приблизно в ці роки ацтеки прийшли в Долину Мехіко.